# Samson und Delilah (1949)
Samson und Delilah (Originaltitel: Samson and Delilah) ist ein US-amerikanischer Monumentalfilm von Cecil B. DeMille aus dem Jahr 1949. Es handelt sich um eine Verfilmung des biblischen Textes von Samson und Delila mit Victor Mature und Hedy Lamarr in den Titelrollen.

## Handlung
Der Richter Samson wurde von Gott auserwählt, die Israeliten von den Philistern zu befreien, einem kriegerischen Volk mit Gaza als Hauptstadt, das das Land Kanaan, Heimat der Israeliten, seit 40 Jahren besetzt hält. Samson ist jedoch in die Philisterin Semadar verliebt, die wiederum Prinz Athuro heiraten will, der wie sie den Philistern angehört.
Mit bloßen Händen tötet Samson einen jungen Löwen für den König der Philister, um sich doch noch mit Semadar verloben zu können. Vor der Hochzeit gibt er den Hochzeitsgästen ein Rätsel auf. Der neidische Prinz Athuro nötigt Semadar jedoch, ihm die Lösung des Rätsels zu verraten, um Samson zu demütigen. Es entsteht ein Tumult, der sich ausweitet und am Ende dazu führt, dass Semadar von ihren eigenen Landsleuten ermordet wird. Samson rebelliert deshalb gegen die Philister und fügt ihnen große Verluste zu.
Semadars jüngere Schwester, Delilah, von Samson bereits einmal zurückgewiesen, wird die Geliebte des Königs. Im Auftrag des Herrschers beginnt Delilah eine Affäre mit Samson und kann ihm das Geheimnis seiner Stärke entlocken, die in seinem langen Haar begründet liegt. Die junge Frau nutzt dieses Wissen, um Samson, während er schläft, seinen Haarzopf abzuschneiden. So wird er zur leichten Beute der Philister. Während seiner Gefangennahme wird er zudem geblendet und zum Sklaven degradiert und muss tägliche Misshandlungen über sich ergehen lassen. Sein Haar wächst jedoch wieder und je länger es wird, desto mehr seiner Kraft erhält er zurück.
Als man ihn schließlich in den Großen Tempel bringt, um ihn dort öffentlich vorzuführen, beschließt Delilah, Samson zu helfen, da sie das, was sie ihm angetan hat, inzwischen bereut. Sie geleitet ihn wunschgemäß zu den Stützpfeilern des Tempels, die Samson mit seiner wiedergewonnenen Stärke so zum Bersten bringt, dass sie die Last des Tempels nicht mehr tragen können und alles in sich zusammenstürzt. Das bedeutet neben Samsons eigenem Tod auch das Ende von Delilah, die mit ihm sterben wollte, aber auch den Tod Tausender von Philistern, darunter auch die gesamte religiöse, politische und militärische Führung dieses Volkes.
Es wird angedeutet, dass dieses Ereignis die Philister in ein komplettes Chaos stürzt, weswegen sie Kanaan aufgeben müssen, um sich damit zu befassen. Samson erfüllt damit auch sein von Gott auferlegtes Schicksal, sein Volk von den Philistern zu befreien und wird daher entsprechend von ihnen betrauert und geehrt.

## Hintergrund
Das Drehbuch basierte neben dem Text aus dem Alten Testament auch auf dem Roman Richter und Narr, den Zeev Jabotinsky 1926 unter dem Pseudonym „Altalena“ veröffentlicht hatte. Wie bei allen Monumentalfilmen dieser Zeit wurde auch hier das biblische Israel in einem Studio rekonstruiert, das in Los Angeles stand. Großartige Bauten und farbenprächtige Kostüme vermitteln Hollywood-Flair, jedoch weniger Authentizität. Das Budget des Films lag bei der seinerzeit immensen Summe von drei Millionen Dollar. Cecil B. DeMilles aufwändige Produktion wurde jedoch mit einem Rekordeinspielergebnis belohnt.

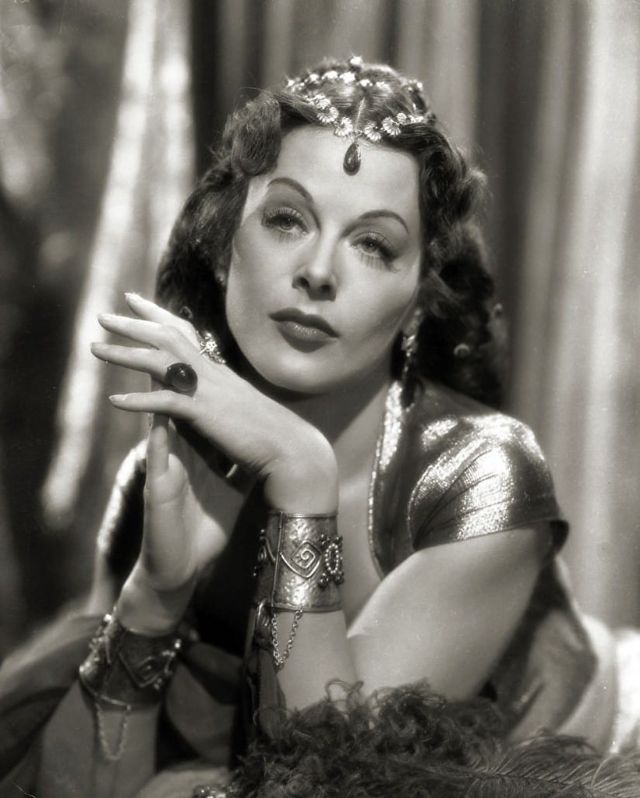
Hedy Lamarr als Delilah (1949)

Victor Mature und Hedy Lamarr waren nicht die erste Wahl beim Casting. Zunächst sollte Burt Lancaster Samson verkörpern, Cecil B. DeMille empfand ihn jedoch als zu jung. Henry Wilcoxon wurde gefragt, er fand sich jedoch selbst zu alt. Als Delilah sollte ursprünglich Betty Hutton vor der Kamera stehen.
Die deutsche Erstaufführung war am 2. November 1951. In Österreich erfolgte sie am 26. September 1952.

## Synchronisation
Die deutsche Synchronfassung entstand bei der Ultra-Film in Berlin nach dem Dialogbuch von Bertha Gunderloh. Die Dialogregie führte Alfred Vohrer.
| Rolle          | Darsteller      | Synchronsprecher       |
| -------------- | --------------- | ---------------------- |
| Delilah        | Hedy Lamarr     | Carola Höhn            |
| Samson         | Victor Mature   | Peter Pasetti          |
| König von Gaza | George Sanders  | Curt Ackermann         |
| Semadar        | Angela Lansbury | Tina Eilers            |
| Prinz Athuro   | Henry Wilcoxon  | Ernst Fritz Fürbringer |
| Miriam         | Olive Deering   | Gerda Zinn             |
| Hazel          | Fay Holden      | Gertrud Spalke         |
| Haischam       | Julia Faye      | Edith Schultze-Westrum |
| Saul           | Russell Tamblyn | Axel Jahn              |

## Kritiken
Für das Lexikon des internationalen Films war Samson und Delilah „ein naives Kostümspektakel mit guten Massenszenen, das das ursprüngliche Thema auf eine tragisch endende Liebesaffäre reduziert“. Der Film sei dennoch ein „filmhistorisches Dokument“ und als solches „von einigem Interesse“. 6000 Filme sprach von einer „Verfilmung […] im amerikanischen Schaustil, d. h., man sieht einen modernen Liebesroman in fremdartigem Milieu“. Für Cinema war „[d]as pompöse Werk von Epen-Spezialist Cecil B. DeMille“ ein „Old-School-Schinken, auch für Friseuropfer“.
Adolf Heinzlmeier und Berndt Schulz gaben dem Film im Lexikon „Filme im Fernsehen“ eine recht positive Bewertung: „Zwischen glühender Liebe und abgrundtiefem Haß vollzieht sich ihr Schicksal im Kontext jüdischer Historie bis zum berühmtesten Katastrophenspektakel der Filmgeschichte, dem Einsturz des Philisterpalastes […] Kolossalfilmregisseur DeMille […] präsentiert Action, Spannung und die prächtigste historische Modenschau in diesem Klassiker. (Wertung: 3 von 4 möglichen Sternen – sehr gut)“

## Auszeichnungen

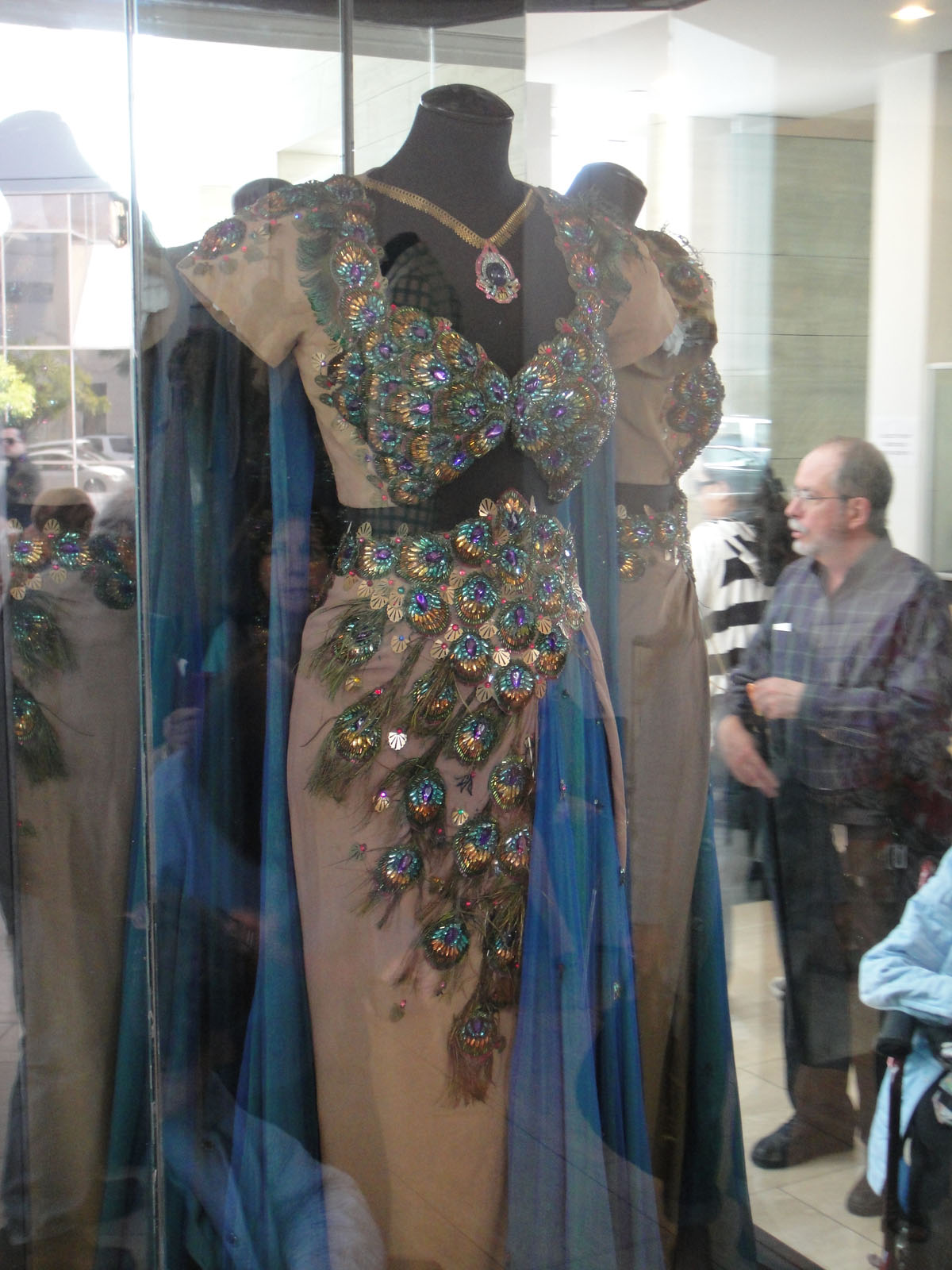
Ein von Edith Head entworfenes Kostüm für Hedy Lamarr

Samson und Delilah war 1951 für den Golden Globe in der Kategorie Beste Kamera/Farbe nominiert. Im selben Jahr war der Film auch für fünf Oscars nominiert, von denen er letztlich zwei Auszeichnungen in den Kategorien Bestes Szenenbild/Farbe (Hans Dreier, Walter H. Tyler, Sam Comer, Ray Moyer) und Bestes Kostümdesign/Farbe (Edith Head, Dorothy Jeakins, Eloise Jensson, Gile Steele, Gwen Wakeling) erhielt. In den Kategorien Beste Kamera/Farbe, Beste Filmmusik und Beste Spezialeffekte musste er sich der Konkurrenz geschlagen geben.
Mehrere im Film verwendete Kostüme stammen aus Marokko, darunter traditionelle Kaftane. 

## Wanderanekdote
Bei den Dreharbeiten soll sich eine besondere Szene abgespielt haben. Die teuren Aufbauten des Tempels konnten nur einmal zerstört werden. DeMille wollte daher sicher gehen und stellte fünf Kameras auf. Nach der Zerstörung fragte er die einzelnen Kameras ab. Nummer eins meldete Kabelsalat, Nummer zwei wurde von einem Dekorationsteil umgeworfen, die dritte konnte im Staubgewirr nichts aufnehmen und bei der vierten schien ein Scheinwerfer direkt ins Objektiv. Verzweifelt fragte der Regisseur bei Kamera fünf nach. Diese meldet: „Alles klar Cecil, wir warten nur auf Dein Zeichen!“
Mehrere im Film verwendete Kostüme stammen aus Marokko, darunter traditionelle Kaftane.